# Joan Safont
Joan Safont i Plumed (Mataró, 26 de enero de 1984) es un periodista, guionista y escritor español.

## Biografía
Licenciado en Derecho en la Universidad Pompeu Fabra y máster en Periodismo Avanzado y Reporterismo por la Universidad Ramon Llull, su tesina se tituló Iberia (1915-1919): el compromís d'una generació de periodistes moderns, sobre la revista Iberia. En 2012 presentó el libro Per França i Anglaterra. La Primera Guerra Mundial dels aliadòfils catalans, sobre el apoyo de los catalanes a los aliados de la Primera Guerra Mundial y en 2016 Capitans del Comerç, una obra sobre una cincuentena de empresas catalanas de éxito que empezaron como pequeño negocio familiar. En 2014 comisarió la exposición Eugeni Xammar: el periodista que ens va explicar el món que tuvo lugar en el Palacio Robert. Colaborador de diversos medios locales y en Cataluña, es director de El Matí Digital. Además, es autor de varios guiones sobre documentales de historia y memoria.